# Хэмилтон, Рег
Реджинальд Джеймс Хэмилтон (англ. Reginald James Hamilton; 29 апреля 1914, Торонто — 12 июня 1991) — канадский хоккеист, игравший на позиции защитника, двукратный обладатель Кубка Стэнли в составе «Торонто Мейпл Лифс» (1942, 1945).

## Игровая карьера
На молодёжном уровне играл за «Торонто Мальборос», откуда перешёл в «Торонто Сент-Майклс Мэйджорс», где в 1934 году выиграл Мемориальный кубок, заработав в плей-офф 16 очков, 12 из которых за голевые передачи.
Дебютировал в НХЛ за «Торонто Мейпл Лифс», сыграв 7 игр, в которых не заработал ни одного очка. Помимо этого он играл более двух сезонов за фарм-клуб команды «Сиракьюз Старз», где по итогам сезона 1935/36 заработал 23 очка. Вернувшись в «Мейпл Лифс», он играл за эту команду в течение девяти сезонов, выиграв в 1942 и 1945 годах два Кубка Стэнли.
Затем он перешёл в «Чикаго Блэкхокс», где играл полтора сезона, играя также за «Канзас-Сити Пла-Морс», где был также и играющим тренером.

## Смерть
Скончался 12 июня 1991 года на 78-м году жизни.